# Ernst Below
Ernst Below (ur. 31 maja 1845 w Poznaniu, zm. 31 października 1910 w Hanowerze) – niemiecki pisarz (nowelista) i lekarz.

## Życiorys
Odbywał studia medyczne w następujących miastach: Lipsk, Wrocław, Greifswald oraz Berlin. Od 1872 do 1875 pracował jako lekarz w Nowym Jorku, a od 1876 do 1888 na terenie Meksyku. W 1889 powrócił do Niemiec, gdzie kontynuował studia medyczne. W 1890 zamieszkał w Berlinie i kontynuował pracę lekarza. Pisał reportaże ze swoich podróży. Był też nowelistą.
W opowiadaniu Ostmark und Krummstab z 1898 umieścił swoje wspomnienia z młodości spędzonej w Poznaniu. Dzieło to jest jednym z kluczowych przykładów Ostmarkenliteratur i według autora miało być obroną niemczyzny przed ultramontanizmem. Akcja osadzona jest w realiach powstania styczniowego widzianego z poznańskiej perspektywy. Wspominane są takie postacie jak arcybiskup Leon Przyłuski i ksiądz Jan Koźmian, największy buntownik i rebeliant. Osią dzieła jest opozycja między katolicyzmem, a protestantyzmem (Katolicyzm i polskość były dla nas jednym i tym samym). Autorowi marzy się Polska protestancka i takiej wizji broni w swoim dziele.

## Dzieła
Wybrane utwory:
- Bilder auf dem Westen, 1894, reportaże ze Stanów Zjednoczonych,
- Lehm-upp!, 1896, reportaż z wojny francusko-pruskiej,
- Ostmark und Krummstab, 1898,
- Mexiko Skizzen und Typen aus dem Italien der Neuen Welt, 1899[1].